# Твердохлебы (Решетиловский район)
Твердохлебы (укр. Твердохліби) — село,
Плосковский сельский совет,
Решетиловский район,
Полтавская область,
Украина.
Код КОАТУУ — 5324283804. Население по переписи 2001 года составляло 161 человек.

## Географическое положение
Село Твердохлебы находится на левом берегу реки Полузерье,
выше по течению на расстоянии в 2 км расположено село Браилки,
ниже по течению на расстоянии в 1,5 км расположено село Белокони (Новосанжарский район),
на противоположном берегу — село Плоское.
Река в этом месте заболочена, образует старицы и заболоченные озёра.